# Полетаевский сельсовет (Тамбовская область)
Полетаевский сельсовет — сельское поселение в Токарёвском районе Тамбовской области Российской Федерации.
Административный центр — село Полетаево.

## История
Статус и границы сельского поселения установлены Законом Тамбовской области от 17 сентября 2004 года № 232-З «Об установлении границ и определении места нахождения представительных органов муниципальных образований в Тамбовской области».
В 2017 году на территории  сельсовета упразднены деревня Николаевка и посёлок Красный Токай.

## Население
| 2010 | 2012  | 2013  | 2014  | 2015  | 2016  | 2017  |
| ---- | ----- | ----- | ----- | ----- | ----- | ----- |
| 885  | ↗1207 | ↘1154 | ↘1100 | ↘1065 | ↘1045 | ↘1007 |
| 2018 | 2019  | 2020  | 2021  |       |       |       |
| ↘967 | ↘941  | ↘916  | ↗1092 |       |       |       |

## Состав сельского поселения
| № | Населённый пункт | Тип населённого пункта       | Население |
| - | ---------------- | ---------------------------- | --------- |
| 1 | Девятка          | деревня                      | ↘41       |
| 2 | Калиновка        | село                         | ↘178      |
| 3 | Карловка         | деревня                      | ↘149      |
| 4 | Марьевка         | деревня                      | ↘131      |
| 5 | Надеждинка       | деревня                      | 21        |
| 6 | Новая Деревня    | посёлок                      | 11        |
| 7 | Павловка         | село                         | ↘187      |
| 8 | Полетаево        | село, административный центр | ↘535      |